# Pterotaea tremularia
Pterotaea tremularia är en fjärilsart som beskrevs av Barnes och Mcdunnough 1916. Pterotaea tremularia ingår i släktet Pterotaea och familjen mätare. Inga underarter finns listade.